# Moglia
Moglia – miejscowość i gmina we Włoszech, w regionie Lombardia, w prowincji Mantua.
Według danych na rok 2004 gminę zamieszkiwały 5664 osoby, 182,7 os./km².